# Yeping (sockenhuvudort i Kina, Jiangxi Sheng, lat 25,91, long 116,07)
Yeping är en sockenhuvudort i Kina. Den ligger i provinsen Jiangxi, i den sydöstra delen av landet, omkring 310 kilometer söder om provinshuvudstaden Nanchang. Antalet invånare är 55 397. Befolkningen består av 28 180 kvinnor och 27 217 män. Barn under 15 år utgör 22,0 %, vuxna 15-64 år 68 %, och äldre över 65 år 8,0 %.
Runt Yeping är det ganska tätbefolkat, med 160 invånare per kvadratkilometer. Yeping är det största samhället i trakten. I omgivningarna runt Yeping växer i huvudsak blandskog.
Genomsnittlig årsnederbörd är 2 018 millimeter. Den regnigaste månaden är maj, med i genomsnitt 396 mm nederbörd, och den torraste är oktober, med 24 mm nederbörd.